# Philosophie africaine
La philosophie africaine est utilisée de différentes façons par différents philosophes. Bien que les philosophes africains contribuent à l'enrichissement de la philosophie dans les disciplines classiques, telles que la métaphysique, l'épistémologie, l'éthique, et la philosophie politique, une spécificité de la littérature est marquée par un débat récurrent sur la nature de la philosophie africaine elle-même.
La pensée africaine issue des traditions orales comme celle des Yorubas ou des Bantous est l'objet d'études modernes relevant de l'ethnophilosophie et consistant à reconstruire les représentations du monde de ces peuples selon les termes et les méthodes de l'ethnologie.
Cependant, ces dernières décennies, les historiens de la philosophie africaine, comme Théophile Obenga, Grégoire Biyogo ou Hubert Mono Ndjana, ont mis en lumière des traditions savantes permettant de dégager trois ou quatre grandes périodes ayant marqué l'essor de la pensée en Afrique, qu'elle soit philosophique, théologique, morale ou juridique. La haute Antiquité est marquée par l'invention précoce de l'écriture en Égypte. L'Antiquité tardive et la période intermédiaire sont liées à la pénétration du christianisme en Afrique du Nord et en Éthiopie, puis de l'Islam au Maghreb et dans l'Afrique subsaharienne. La philosophie moderne et contemporaine est issue du contact avec l'Europe et de l'influence croissante que la pensée occidentale moderne a exercée sur le monde africain, ainsi que l'effort de ce monde pour assimiler et critiquer cette modernité.

## Une délimitation problématique
De manière semblable aux autres approches territoriales de la discipline, la notion de philosophie africaine au singulier cache l'hétérogénéité et la multitude des pensées à l'intérieur du continent. Ce terme se trouve souvent employé comme un marqueur identitaire ou culturel plus que géographique, par exemple lorsque Lucius Outlaw catégorise tous les travaux s'intéressant aux écrits de philosophes africains dans le champ de l’Africana philosophy ou que Paulin Hountondji rattache les écrivains antillais Aimé Césaire et Frantz Fanon à la philosophie africaine. Si l'inclusion de la diaspora s'explique par l'histoire éclatée du continent, la démarche employée consiste parfois à utiliser plus ou moins explicitement la couleur de peau comme critère d'appartenance, comme Jean-Godefroy Bidima dans La philosophie négro-africaine. Ce dernier exclut ainsi, dans cet ouvrage, les interactions et les apports de la civilisation islamique, à l'inverse par exemple de Souleymane Bachir Diagne .

## Ethnophilosophie
On peut définir l'ethnophilosophie, comme un ensemble de recherches qui reposent en tout, ou en partie sur l'hypothèse d'une vision du monde d'une philosophie collective. Elle se base sur les récits de certains ethnologues et cherche à trouver dans ceci un caractère philosophique qu'ils pourront nommer philosophie africaine.
La problématique de l'ethnophilosophie africaine a vu le jour avec la publication en janvier 1945 de La Philosophie bantoue par Placide Frans Tempels (1906-1977). Cet ouvrage retentissant correspondait à son époque, à une réhabilitation des valeurs nègres fort ambigüe. Tempels n’était pas un philosophe. Et il n'était pas africain. C'était un moine franciscain belge et missionnaire au Congo. Pour Séverine Kodjo-Grandvaux, spécialiste de philosophie africaine, l'ouvrage a été bien reçu par Léopold Sédar Senghor. En revanche, il a été critiqué par Aimé Césaire dans son Discours sur le colonialisme, et Séverine Kodjo-Grandvaux pense que « le propos de Tempels reste un propos colonial (il s’agit de comprendre les Africains pour mieux asseoir la colonisation et l’évangélisation) ».
Les idées de Tempels représentaient un progrès en substituant à la notion de « nègre sans culture » définie par Hegel dans ses Leçons sur la philosophie de l'histoire, la notion de « culture nègre ». Mais tandis que chez Hegel, l'inertie des peuples noirs est irrémédiable parce qu'ils n'ont pas de culture, pour Tempels, cette inertie est culturelle. Selon Tempels, le dépassement de cette inertie est clair : « La civilisation bantoue sera chrétienne ou ne sera pas ».
À la suite de Tempels, le philosophe rwandais Alexis Kagame (1912-1981), a publié dans la même perspective d'évangélisation La Philosophie bantu-rwandaise de l’Être (1956) et La Philosophie bantu comparée.
On différencie deux formes de philosophies. La philosophie africaine proprement dite est l'ensemble des textes et des discours explicites ; la littérature d'intention philosophique est la « philosophie » au sens impropre, souligné ici par les guillemets, qui représente la vision collective et hypothétique du monde d'un peuple donné.
Marcien Towa, philosophe camerounais né vers 1935, a critiqué les thèses de Léopold Sédar Senghor sur la négritude qu'il assimile au néocolonialisme. Dans l'Essai sur la problématique philosophique dans l'Afrique actuelle (1971), il dénonce l'ethno-philosophie qui assimile la philosophie à n'importe quelle vision du monde. Mais dans « L'idée d'une philosophie africaine » (1979), après avoir critiqué la pensée mythique, domaine de l'opinion reçue, il tente en s'appuyant sur les exemples empruntés à l'Égypte et aux contes de l'Afrique subsaharienne, de montrer qu'il y a une véritable tradition philosophique africaine.

## Philosophie africaine ancienne
La philosophie africaine de la période pharaonique est surtout étudiée et systématisée par le philosophe congolais Mubabinge Bilolo. Bilolo qui est égyptologue, politologue et historien de la philosophie africaine pré-tempelsienne ne se limite pas à la problématique de l'existence de la philosophie africaine antique, mais il en présente les différentes écoles et les différents thèmes abordés : création-devenir, la pensée de l'Un, le passage de l'Un aux multiples, théologie négative, éthique écologique, épistémologie.
La philosophie africaine elle-même est controversée, l'étude d'une philosophie africaine ancienne est très vague. En effet, parler de philosophie africaine ancienne au même sens que la philosophie occidentale est quelque chose de difficile. « Les sources de l'histoire de l'Afrique noire, semblent pour une bonne part des sources orales. Mais s'agit-il bien de sources ? »
Pour le philosophe béninois Paulin J. Hountondji, l'urgence de la philosophie africaine est de « clarifier un débat encore trop confus », il définit la philosophie africaine à partir de textes écrits par des africains principalement du Moyen Âge jusqu'au XVIIe siècle. Pour l'historien belge Jan Vansina, la tradition se définit par trois faits : elle est orale, elle est transmise, et se rapporte au passé. Cela peut également définir une tradition philosophique ancienne et orale.

## Philosophie africaine moderne

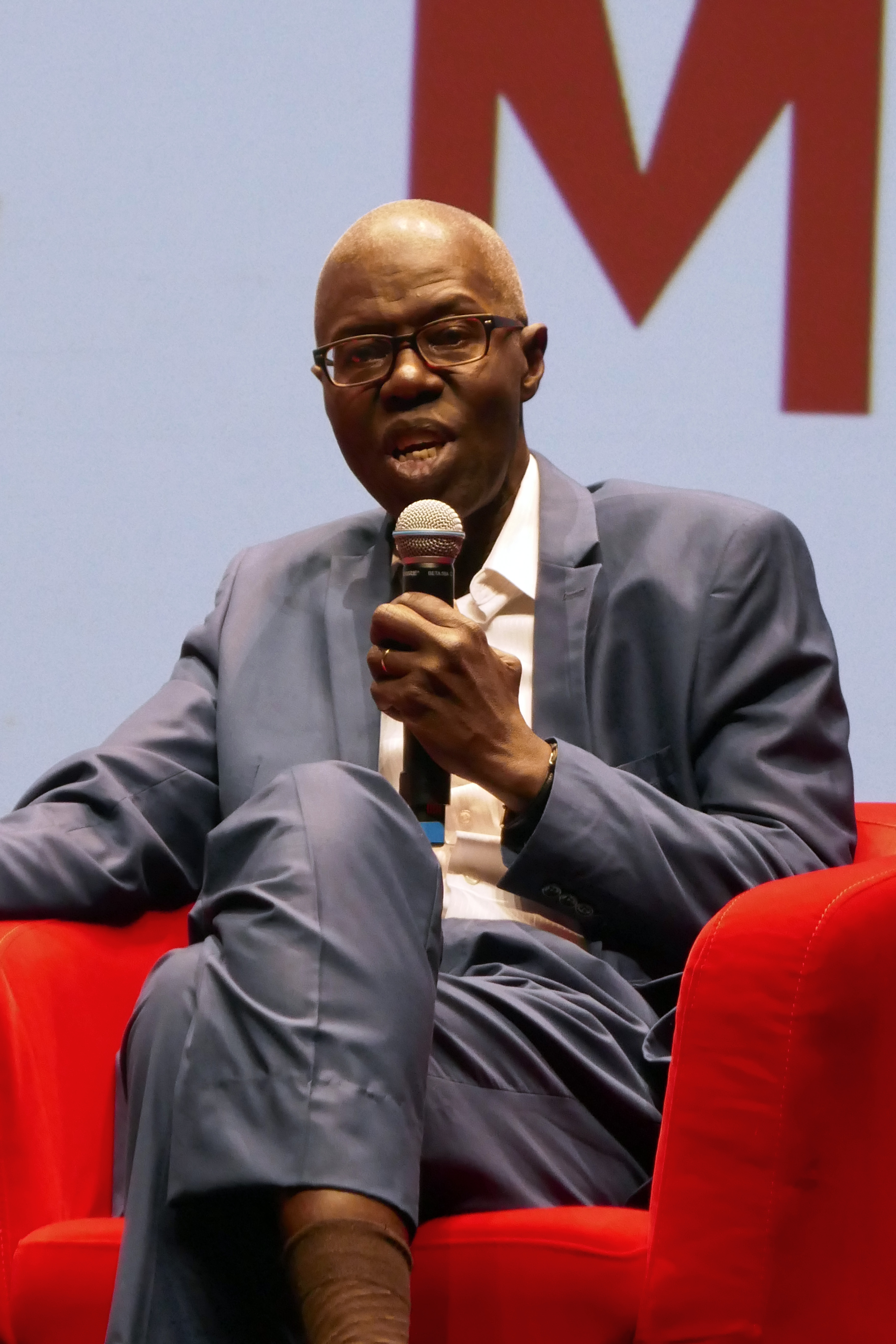
Souleymane Bachir Diagne (2018).

### Afrique anglophone
Dans l'Afrique anglophone, la tradition philosophique africaine moderne se compose des œuvres de philosophes comme Anton Wilhelm Amo, Kwasi Wiredu, Kwame Gyekye (en) et Peter Bodunrin. La tradition philosophique postmoderne en Afrique est soutenue par les ouvrages d'Anthony Appiah, Achille Mbembe et V.-Y. Mudimbe. D'autres, comme Emmanuel Chukwudi Eze, pratiquent la philosophie africaine postcoloniale.
Plus au Sud, le concept d'ubuntu, revitalisé par le prix Nobel de la paix d'Afrique du Sud, Mgr Desmond Mpilo Tutu a permis de conceptualiser la réconciliation comme fondatrice de la démocratie, ainsi que le signale Edwy Plenel dans son compte-rendu de travaux de philosophie publiés sous le titre d'Amnistier l'apartheid et Vérité, réconciliation, réparation. Le concept ouvre sur un débat dont la revue Quest. African Journal of Philosophy se fait le forum.

### Liste
Parmi les philosophes africains :
- Alexis Kagame (1912-1981) ;
- Kwasi Wiredu (1931-2022), Marcien Towa (1931-2014), Ali Mazrui (1933-2014), Fabien Eboussi Boulaga (1934-2018), Stanislas Adotevi (1934-2024),  Théophile Mwené Ndzalé Obenga (1936-); Ebénézer Njoh-Mouellé (1938-) ;
- Valentin-Yves Mudimbe (1941-2025), Paulin J. Hountondji (1942-), Hubert Mono Ndjana (1946-2023), Benoît Okolo Okonda (1947-), Benoît Okolo Okonda (1947-) ;
- Joachim Bohui Dali (1953-1993), Godefroid Mana Kangudie (1953-2021), Yacouba Konaté (1953-), Tanella Boni (1954-), Anthony Appiah (1954-), Souleymane Bachir Diagne (1955-),  Charles Zacharie Bowao (1957-); Jacques Chatué (1958-), Jean-Godefroy Bidima (1958-), Ali Benmakhlouf (1959-) ; Ernest-Marie Mbonda (1962-)
- Ramatoulaye Diagne Mbengué (1963-), Sabelo Ndlovu (en) (1968-), Kako Nubukpo (1968-) ;
- Babacar Mbaye Diop (1970-), Steve Gaston Bobongaud (1970-), Claver Boundja (1974-), Nathasha Pemba (1976-), Nadia Yala Kisukidi (1978-).

#### Ouvrages généraux
- Jean-Godefroy Bidima, La Philosophie négro-africaine, P.U.F., coll. « Que sais-je ? », 1998.
- Mubabinge Bilolo, Contribution à l’histoire de la reconnaissance de philosophie en Afrique noire traditionnelle, Kinshasa, Facultés Catholiques de Kinshasa, Licence en Philosophie et Religions Africaines, 1978.
- Grégoire Biyogo, Histoire de la philosophie africaine, Livre I : Le berceau égyptien de la philosophie, Livre II : Introduction à la philosophie moderne et contemporaine, Livre III : Les courants de pensée et les livres de synthèse, Livre IV : Entre la post-modernité et le néo-pragmatisme, Paris, L'Harmattan, 2006.
- Basile-Juléat Fouda, La Philosophie négro-africaine de l'existence, Paris, L'Harmattan, 2013.
- Jean-Baptiste Malenge Kalunzu, Philosophie africaine, philosophie de la communication. L'universel au cœur du particulier, Kinshasa, Baobab, 2011.
- Séverine Kodjo-Grandvaux, Philosophies africaines, Paris, Présence africaine, coll. « La philosophie en toutes lettres », 2013, 301 p. (ISBN 978-2-7087-0843-3).
- Achille Mbembe, Critique de la raison nègre, Paris, Éditions La Découverte, 2013,  (ISBN 978-2707177476).
- Ernest-Marie Mbonda, La philosophie africaine, hier et aujourd'hui, Paris, L'Harmattan, 2013.
- Nsame Mbongo, La Philosophie classique africaine, Paris, L'Harmattan, 2013.
- Nsame Mbongo, La Personnalité philosophique du monde noir, Paris, L'Harmattan, 2013.
- Hubert Mono Ndjana, Histoire de la philosophie africaine, Paris, L'Harmattan, 2009.
- Placide Tempels, La Philosophie bantoue, Elisabethville, (Éditions Présence Africaine 1949).
- Philosophies Africaines. Traversée des Expériences, numéro spécial de la revue Rue Descartes, 36/2, 2002 (avec des articles de Jean-Godefroy Bidima, Kwasi Wiredu, Philippe-Joseph Salazar, Abel Kouvouama ).

#### Sur les origines en Égypte
- Mubabinge Bilolo, Les cosmo-théologies philosophiques de l'Égypte Antique. Problématiques, Prémisses herméneutiques et problèmes majeurs, Academy of Afrian Thought, Sect. I, vol. 1, Kinshasa-Munich-Libreville, African University Studies, 1986.
- Théophile Obenga, L’Égypte, la Grèce et l'école d'Alexandrie. Histoire interculturelle dans l'antiquité. Aux sources égyptiennes de la philosophie grecque, Paris, Khepera/L'Harmattan, 2005.
- Théophile Obenga, La Philosophie africaine de la période pharaonique. 2780-330 avant notre ère, Paris, L'Harmattan, 1990.
- Roger-Pol Droit (dir.), Philosophies d'ailleurs. Tome 2 : Les pensées hébraïques, arabes, persanes et égyptiennes, Paris, Hermann, 2009, 448 p.

#### Travaux en anglais
- (en) Langlois, J., Understanding African Cultures and Philosophies, Training Language and Culture, 2019 (London)
- (en) Paulin J. Hountondji, African Philosophy: Myth and Reality (1983: Bloomington, Indiana University Press).
- (en) Molefi Kete Asante, Kemet, Afrocentricity, and Knowledge, Trenton N.J.: Africa World Press, 1990.
- (en) H. Odera Oruka [ed.], Sage Philosophy [Volume 4 in Philosophy of History and Culture] (1990: E.J. Brill)  (ISBN 90-04-09283-8),  (ISSN 0922-6001).
- (en) Kwasi Wiredu, Philosophy and an African, (1980: Cambridge University Press).
- (en) Truth in Politics, special issue of Quest. An African Journal of Philosophy/Une Revue Africaine de Philosophie, XVI (1-2), 2002, 274 p.  (ISSN 1011-226X).